# Thysanoessa parva
Thysanoessa parva är en kräftdjursart som beskrevs av Hansen 1905. Thysanoessa parva ingår i släktet Thysanoessa och familjen lysräkor. Inga underarter finns listade i Catalogue of Life.